# Hugo Cabret
Hugo Cabret (Hugo) è un film del 2011 diretto da Martin Scorsese.
Il film, realizzato in 3D, racconta, attraverso la storia romanzata di Hugo Cabret e del suo automa, la riscoperta ed il riconoscimento dell'opera (reale) del pioniere della cinematografia Georges Méliès.
La pellicola ha come interpreti protagonisti Asa Butterfield, Chloë Grace Moretz, Ben Kingsley, Helen McCrory, Christopher Lee, Sacha Baron Cohen e Jude Law ed è direttamente tratta dal romanzo La straordinaria invenzione di Hugo Cabret di Brian Selznick, del 2007. Hugo Cabret è il primo film in 3D girato da Scorsese, il quale ha utilizzato di sua scelta tale tecnica per dare un'ulteriore impronta stilistica al film ed ha fatto uscire il film in 3D anche per il mercato domestico.

## Trama
Negli anni trenta, Hugo Cabret è un orfano di dodici anni che vive nascosto in una stazione ferroviaria a Parigi. Hugo aveva perso la madre da piccolo e viveva con il padre, un orologiaio morto a causa di un incendio avvenuto al museo dove lavorava. Rimasto inizialmente a vivere con lo zio Claude, manutentore degli orologi della stazione, il ragazzo, per sopravvivere, si è ritrovato costretto a mettere in atto continui furti e sotterfugi ed a diventare egli stesso manutentore degli orologi (in quanto lo zio, dopo avergli insegnato a manovrare gli orologi, lo ha abbandonato) e riparatore di ogni sorta di congegni e meccanismi. Di suo padre gli è rimasta la passione per il cinema e un automa meccanico che il padre aveva trovato nel museo e che aveva tentato di riparare (avendo visto che aveva un pennino in mano e credendo quindi che potesse scrivere), sfuggito all'incendio. Per sua sfortuna, alla stazione ferroviaria vive anche Gustav, un reduce della grande guerra e ispettore ferroviario, responsabile della sicurezza pubblica nella stazione, che arresta e fa imprigionare senza pietà chiunque sorprenda a compiere anche il più piccolo gesto illecito, tra cui anche diversi bambini, monelli e orfani che, vivendo di espedienti, cercano di sottrarsi all'orfanotrofio.
Hugo instaura così un rapporto speciale con l'automa, una relazione dai risvolti misteriosi, e con Isabelle, una ragazzina adottata dal proprietario del chiosco di giocattoli della stazione, l'anziano Georges Méliès, a cui Hugo ha rubato molti pezzi meccanici per riparare l'automa, venendo infine scoperto dall'uomo e costretto a lavorare per lui. In realtà l'automa è stato costruito proprio da “papà Georges” (in quanto, una volta riparato ed azionato, non scrive ma disegna un'immagine di un film di Méliès e firma il disegno con il nome dell'uomo), che grazie alle ricerche effettuate dai due ragazzi si rivelerà essere stato il più famoso e importante regista dell'anteguerra, inventore delle più strabilianti tecniche cinematografiche, al confine tra il sogno e la magia. Méliès ha abbandonato l'attività cinematografica proprio a seguito dello scoppio del conflitto, evento che lo ha indotto a far distruggere le sue pellicole, a comprare il chiosco dei giocattoli con il denaro guadagnato ed a ritirarsi a vita privata, venendo creduto morto da tutti.

## Accoglienza
Ai Golden Globe 2012 il film ha fatto guadagnare a Martin Scorsese il premio come miglior regista, mentre ai Premi Oscar 2012 si è aggiudicato 5 statuette su 11 nomination.
Il dizionario di cinema Il Mereghetti assegna al film tre stellette e mezzo su quattro. Invece il critico Roger Ebert gli ha assegnato 4 stelle su 4, definendolo il film più personale di Martin Scorsese.

## Riconoscimenti
- 2012 - Premio Oscar
  - Migliore fotografia a Robert Richardson
  - Migliore scenografia a Dante Ferretti e Francesca Lo Schiavo
  - Miglior sonoro a Tom Fleischman e John Midgley
  - Miglior montaggio sonoro a Philip Stockton e Eugene Gearty
  - Migliori effetti speciali a Robert Legato, Joss Williams, Ben Grossmann e Alex Henning
  - Candidatura Miglior film a Graham King e Martin Scorsese
  - Candidatura Migliore regia a Martin Scorsese
  - Candidatura Migliore sceneggiatura non originale a John Logan
  - Candidatura Migliori costumi a Sandy Powell
  - Candidatura Miglior montaggio a Thelma Schoonmaker
  - Candidatura Migliore colonna sonora a Howard Shore
- 2012 - Golden Globe
  - Migliore regia a Martin Scorsese
  - Candidatura Miglior film drammatico
  - Candidatura Miglior colonna sonora a Howard Shore
- 2012 - Premio BAFTA
  - Migliore scenografia a Dante Ferretti e Francesca Lo Schiavo
  - Miglior sonoro a Philip Stockton, Eugene Gearty, Tom Fleischman e John Midgley
  - Candidatura Migliore regia a Martin Scorsese
  - Candidatura Migliore fotografia a Robert Richardson
  - Candidatura Migliori costumi a Sandy Powell
  - Candidatura Miglior trucco a Morag Ross e Jan Archibald
  - Candidatura Miglior montaggio a Thelma Schoonmaker
  - Candidatura Miglior colonna sonora a Howard Shore
  - Candidatura Migliori effetti speciali a Robert Legato, Joss Williams, Ben Grossmann e Alex Henning
- 2011 - Boston Society of Film Critics Award
  - Migliore regia a Martin Scorsese
  - Candidatura Miglior film
  - Candidatura Migliore fotografia a Robert Richarson
  - Candidatura Miglior montaggio a Thelma Schoonmaker
- 2012 - Broadcast Film Critics Association Award
  - Migliore scenografia a Dante Ferretti e Francesca Lo Schiavo
  - Candidatura Miglior film
  - Candidatura Migliore regia a Martin Scorsese
  - Candidatura Miglior giovane interprete a Asa Butterfield
  - Candidatura Migliore sceneggiatura non originale a John Logan
  - Candidatura Migliore fotografia a Robert Richardson
  - Candidatura Migliori costumi a Sandy Powell
  - Candidatura Miglior montaggio a Thelma Schoonmaker
  - Candidatura Miglior sonoro a Philip Stockton, Eugene Gearty, Tom Fleischman e John Midgley
  - Candidatura Migliori effetti speciali a Robert Legato, Joss Williams, Ben Grossmann e Alex Henning
- 2011 - Chicago Film Critics Association Award
  - Candidatura Miglior film
  - Candidatura Migliore regia a Martin Scorsese
  - Candidatura Migliore sceneggiatura non originale a John Logan
  - Candidatura Migliore fotografia a Robert Richardson
  - Candidatura Miglior colonna sonora a Howard Shore
- 2011 - Las Vegas Film Critics Society Award
  - Miglior film per la famiglia
  - Miglior giovane interprete a Asa Butterfield
- 2011 - Los Angeles Film Critics Association Award
  - Migliore scenografia a Dante Ferretti e Francesca Lo Schiavo
  - Candidatura Migliore regia a Martin Scorsese
- 2011 - National Board of Review Award
  - Miglior film
  - Migliore regia a Martin Scorsese
- 2011 - New York Film Critics Circle Award
  - Candidatura Miglior film
  - Candidatura Migliore regia a Martin Scorsese
- 2011 - Southeastern Film Critics Association Award
  - Migliore regia a Martin Scorsese
- 2011 - Satellite Award
  - Migliori effetti speciali a Robert Legato, Joss Williams, Ben Grossmann e Alex Henning
  - Candidatura Miglior film
  - Candidatura Migliore regia a Martin Scorsese
  - Candidatura Migliore scenografia a Dante Ferretti e Francesca Lo Schiavo
  - Candidatura Migliore fotografia a Robert Richardson
- 2011 - Florida Film Critics Circle Award
  - Migliore regia a Martin Scorsese
  - Migliore scenografia a Dante Ferretti e Francesca Lo Schiavo
- 2012 - Directors Guild of America
  - Candidatura Migliore regia a Martin Scorsese

## Citazioni e omaggi
- È citata la celebre scena che costituisce uno dei primi film della storia del cinema, L'arrivo di un treno alla stazione di La Ciotat dei fratelli Auguste e Louis Lumière.
- Durante la prima fuga di Hugo dall'ispettore ferroviario Gustav, nella confusione della gente tra i tavolini, si vede il pittore spagnolo Salvador Dalí che mostra un suo disegno allo scrittore irlandese James Joyce. Nella stessa scena poi compare un chitarrista sosia del jazzista manouche francese Django Reinhardt.
- Quando Hugo e Isabelle entrano in un cinema di Parigi per assistere di nascosto alla visione di un film, viene proiettato Preferisco l'ascensore!, film che contiene la celebre scena in cui l'attore Harold Lloyd, arrampicatosi su un grattacielo, resta appeso alla lancetta di un orologio, dando l'impressione di dover cadere da un momento all'altro. Probabilmente questa scena ha ispirato quella del film di Scorsese in cui Hugo si appende alla lancetta dell'enorme orologio della stazione ferroviaria.
- Il film contiene anche un riferimento all'incidente ferroviario della stazione di Parigi Montparnasse, avvenuto nel 1895, quando Hugo sogna di raccogliere sui binari la chiave a forma di cuore essenziale al funzionamento dell'automa un attimo prima che un treno in arrivo a grande velocità rischi di investirlo.
- Vi sono riferimenti a Jean Renoir, Carol Reed, René Clair, Brassaï, Cynthia Millar, Charles Dickens, Emily Brontë, Jules Verne, Jean Gabin, Jean Eugène Robert-Houdin, Robin Hood, Harold Lloyd, Max Linder, Charlie Chaplin, Buster Keaton, Louis Jouvet, Christina Rossetti, Victor Hugo, Auguste e Louis Lumière.
- Sono citati i libri Racconto di due città, Cime tempestose, David Copperfield ed I miserabili.
- Sono citate le musiche di Erik Satie le Gnossienne per pianoforte.

Sono poi citati ed omaggiati numerosi film usciti negli anni in cui il cinema costituiva una grande innovazione tecnologica:
- Sotto i tetti di Parigi (Sous le toits de Paris), regia di René Clair (1930)
- Metropolis, regia di Fritz Lang (1927)
- I 400 colpi (Les Quatre Cents Coups), regia di François Truffaut (1959)
- Il gaucho (The Gaucho), regia di F. Richard Jones (1927)
- Perché gli uomini lavorano? (Why Men Work), regia di Leo McCarey (1924)
- Come vinsi la guerra (The General), regia di Buster Keaton e Clyde Bruckman (1926)
- Vita da cani (A Dog's Life), regia di Charlie Chaplin (1918)
- Judex, regia di Louis Feuillade (1916)
- Il cameraman (The Cameraman), regia di Edward Sedgwick (1928)
- Cobra, regia di Joseph Henabery (1925)
- Viaggio nella Luna (Le voyage dans la Lune), regia di Georges Méliès (1902)
- Le Cake-walk infernal, regia di Georges Méliès (1903)
- L'homme à la tête en caoutchouc, regia di Georges Méliès (1901)
- À la conquête du Pole, regia di Georges Méliès (1912)
- La Chrysalide et le papillon, regia di Georges Méliès (1901)
- Le Royaume des fées, regia di Georges Méliès (1903)
- L'uscita dalle officine Lumière (La Sortie des usines Lumière), regia di Louis Lumière (1895)
- Dickson Experimental Sound Film, regia di William K.L. Dickson (1894)
- Leonard-Cushing Fight, regia di William K.L. Dickson (1894)
- The Kiss, regia di William Heise (1896)
- The Great Train Robbery, regia di Edwin S. Porter (1903)
- Intolerance, regia di David Wark Griffith (1916)
- Il vaso di Pandora (Die Büchse der Pandora), regia di Georg Wilhelm Pabst (1929)
- I quattro cavalieri dell'Apocalisse (The Four Horsemen of the Apocalypse), regia di Rex Ingram (1921)
- La ragazza dell'acqua (La fille de l'eau), regia di Jean Renoir (1924)
- Il vendicatore (Hell's Hinges), regia di Charles Swickard, William S. Hart e Clifford Smith (1916)
- Il gabinetto del dottor Caligari (Das Cabinet des Dr. Caligari), regia di Robert Wiene (1920)
- Il monello (The Kid), regia di Charlie Chaplin (1921)
- Il ladro di Bagdad (The Thief of Bagdad), regia di Raoul Walsh (1924)
- Tumbleweeds, regia di King Baggot (1925)
- Zero in condotta (Zéro de conduite), regia di Jean Vigo (1933)
- Les Cartes vivantes, regia di Georges Méliès (1904)
- L'angelo del male (La Bête humaine), regia di Jean Renoir (1938)
- Il fascino discreto della borghesia (Le charme discret de la bourgeoisie), regia di Luis Buñuel (1972)
- Stupenda conquista (The Magic Box), regia di John Boulting (1952)
- Le Palais des mille et une nuits, regia di Georges Méliès (1905)
- Éclipse de soleil en pleine lune, regia di Georges Méliès (1907)
- Le Roi du maquillage, regia di Georges Méliès (1904)
- Le Mélomane, regia di Georges Méliès (1903)
- Le Fée Carabosse ou le poignard fatal, regia di Georges Méliès (1906)
- Les Illusions fantaisistes, regia di Georges Méliès (1909)
- Les 400 farces du diable, regia di Georges Méliès (1906)